# آب‌بندهای میسوری
آب‌بندهای میسوری (به انگلیسی: The Missouri Breaks) یک فیلم وسترن محصول سال ۱۹۷۶ ایالات متحده آمریکا است. این فیلم در ایران با نام میسوری از هم می‌پاشد نمایش داده شد.

## خلاصهٔ داستان
تام لوگان (با بازی جک نیکلسون) یک دزد اسب است که به باغداری و مزرعه داری پرداخته است. او با دختر دیوید براکستون که از مزرعه داران است (جین براکستون با بازی کاتلین لوید ) آشنا می شود. دیوید براکستون و سایر مزرعه‌داران و متمولین مونتانا با سارقین احشام به جدال می‌پردازند و آدمکشی حرفه‌ای (رابرت لی کلایتون با بازی مارلون براندو) را برای مقابله با دزدان استخدام می‌کنند...

## بازیگران
- مارلون براندو- مباشر (رابرت لی کلایتون)
- جک نیکلسون- تام لوگان
- رندی کواید- لایتل تاد
- کاتلین لوید- جین براکستون
- فردریک فورست- کری
- هری دین استنتون- کیل
- جان مک‌لیام- دیوید براکستون
- جان راین- کای
- سام گلمن- هنک رید
- استیو فرانکن- لنسام کید
- ریچارد بریدفورد- پیت مارکر
- جیمز گرین- هلزگیت رنچر
- لوانا آندرز- همسر رنچر
- دنی گلدمن- بگج کلرک

## صداپیشگان فارسی
مارلون براندو و جک نیکلسون (چنگیز جلیلوند)، کاتلین لوید (مینو غزنوی)، جان مک لیام (اصغر افضلی)، سایر گویندگان: پرویز نارنجی ها، امیر هوشنگ قطعه ای، پرویز ربیعی، بدری نورالهی، جواد پزشکیان و..